# 확률적 수론
수학에서 확률적 수론은 정수 및 정수 값 함수에 관한 질문에 답하기 위해 명시적으로 확률을 사용하는 수론의 한 분야이다. 이를 뒷받침하는 기본 아이디어 중 하나는 서로 다른 소수가 어떤 의미에서는 독립 확률 변수와 같다는 것이다. 그러나 이것은 독특하고 유용한 형식적 표현을 가진 아이디어는 아니다.
이론의 창시자는 1930년대 해석적 수론의 연구자들 중 하나인 팔 에르되시, 아우렐 윈트너 및 마크 켁이었다. 기본 결과에는 Erdös–Wintner 정리와 가법 함수에 대한 에르되시–켁 정리가 포함된다.

## 같이 보기
- 수론
- 해석적 수론
- 확률적 방법

## 참고문헌
- Tenenbaum, Gérald (1995). 《Introduction to Analytic and Probabilistic Number Theory》. Cambridge studies in advanced mathematics 46. Cambridge University Press. ISBN 0-521-41261-7. Zbl 0831.11001.